# Pipriac
 Pipriac  es una población y comuna francesa, situada en la región de Bretaña, departamento de Ille y Vilaine, en el distrito de Redon y cantón de Pipriac.

## Demografía
| 2804 | 2848 | 2669 | 2669 | 2772 | 2912 |
| Para los censos de 1962 a 1999 la población legal corresponde a la población sin duplicidades (Fuente: INSEE [Consultar]) |      |      |      |      |      |